# Караяннис, Яннис
Я́ннис Карая́ннис (греч. Γιάννης Καραγιάννης), также по-английски иногда пишут Джон Караяннис (англ. John Karagiannis) (25 июля 1994, Лимасол, Республика Кипр) — кипрский певец и автор песен. Представлял Кипр на конкурсе песни Евровидение 2015 с песней «One Thing I Should Have Done», попал в финал и занял 22-е место. Принимал участие в кастингах для представления Кипра на детском Евровидении 2007 и 2008. Но и там, и там он проиграл кастинги.

## Биография
Яннис родился 20 июля 1994 года в кипрском городе Лимасол. В 6 лет он начал интересоваться музыкой. Два года спустя, в 2002 году он начал заниматься пением. Также он выиграл несколько местных музыкальных конкурсов.

### Евровидение

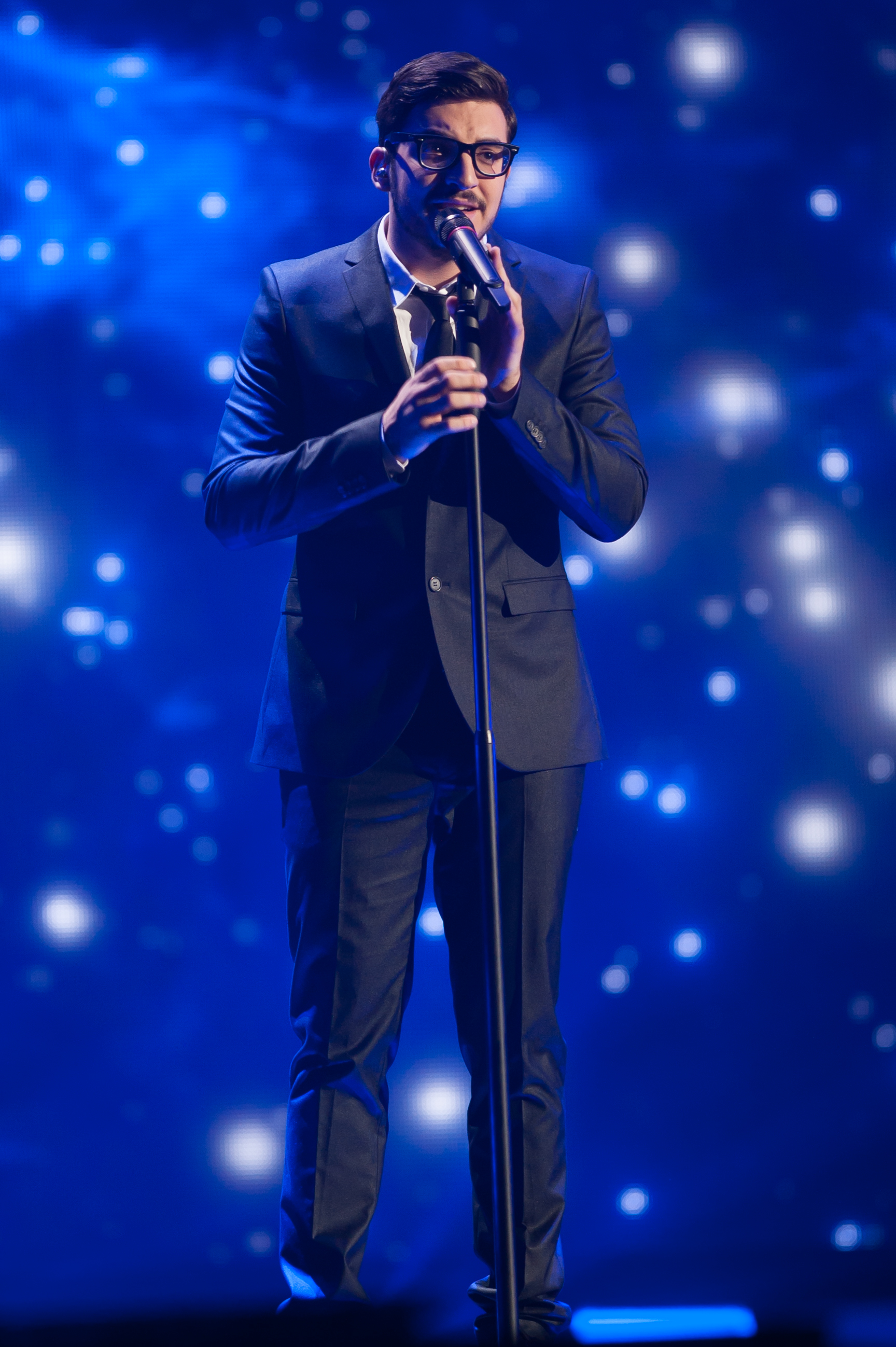
Караяннис во время выступления в финале Евровидения 2015.

1 февраля 2015 года, выиграв отборочный конкурс Eurovision Song Project у пяти конкурирующих участников, был отобран для представления Кипра на Евровидении 2015. Песня не отбиралась — «One Thing I Should Have Done» была избрана сразу. Выступил во втором полуфинале под номером 15, в финале — под номером 11. В полуфинале занял 6-е место, в финале — 22-е.

## Дискография

### Синглы
- One Thing I Should Have Done (2015)